# Kurac, Pička, Govno, Sisa
Kurac, Pička, Govno, Sisa är det första livealbumet från den montenegrinska sångaren Rambo Amadeus. Det släpptes år 1993 och innehåller 14 låtar. Materialet spelades in den 29 september 1992 vid en konsert i Skopje i Makedonien.

## Låtlista
1. "K.P.G.S. oda radosti"
2. "Bojler protiv bojlera"
3. "Karamba karambita"
4. "Električno oro"
5. "B-ton"
6. "Hej živote varalico stara"
7. "Mala, jebo te ja lično i personalno"
8. "Priatelju (Mrš. u pizdu materinu)"
9. "Mix No. 2745/12"
10. "Kataklizma komunizma"
11. "Opojne droge su opasne po mladi organizam"
12. "Prdež u kadi, dim na vodi"
13. "H.I.H."
14. "Kraj"